# Peter Bang
Peter Boas Bang, född 14 mars 1900 i Frederiksberg, Danmark, död 26 maj 1957 i Struer, var en dansk ingenjör och företagsledare. Han grundade 1925 tillsammans med Svend Olufsen hemelektronikföretaget Bang & Olufsen.

## Uppväxt och utbildning
Peter Bang var son till Camillo Bang (1861-1949) och Augusta Boas (1868-1919). Peter Bang växte upp i ett förmöget borgarhem, där fanns elektrisk ljus, telefon och fonograf samt en egen bil. Bang visade tidigt intresse för teknik och radio. Fadern skickade honom som lärling till tyska företaget Siemens & Halske. Efter fyra års lärlingstid började han med elektronikstudier vid Ingeniørhøjskolen i Århus.
På hösten 1924 reste han under ett år till USA för att studera radions utveckling på platsen. Han studerade radioproduktionen och arbetade i sex månader på en radiofabrik. Här kom han även i kontakt med bakelit som modern designmaterial, denna kontakt skulle så småningom leda till utvecklingen av radioapparaten Beolit 39. 

## Början av Bang & Olufsen

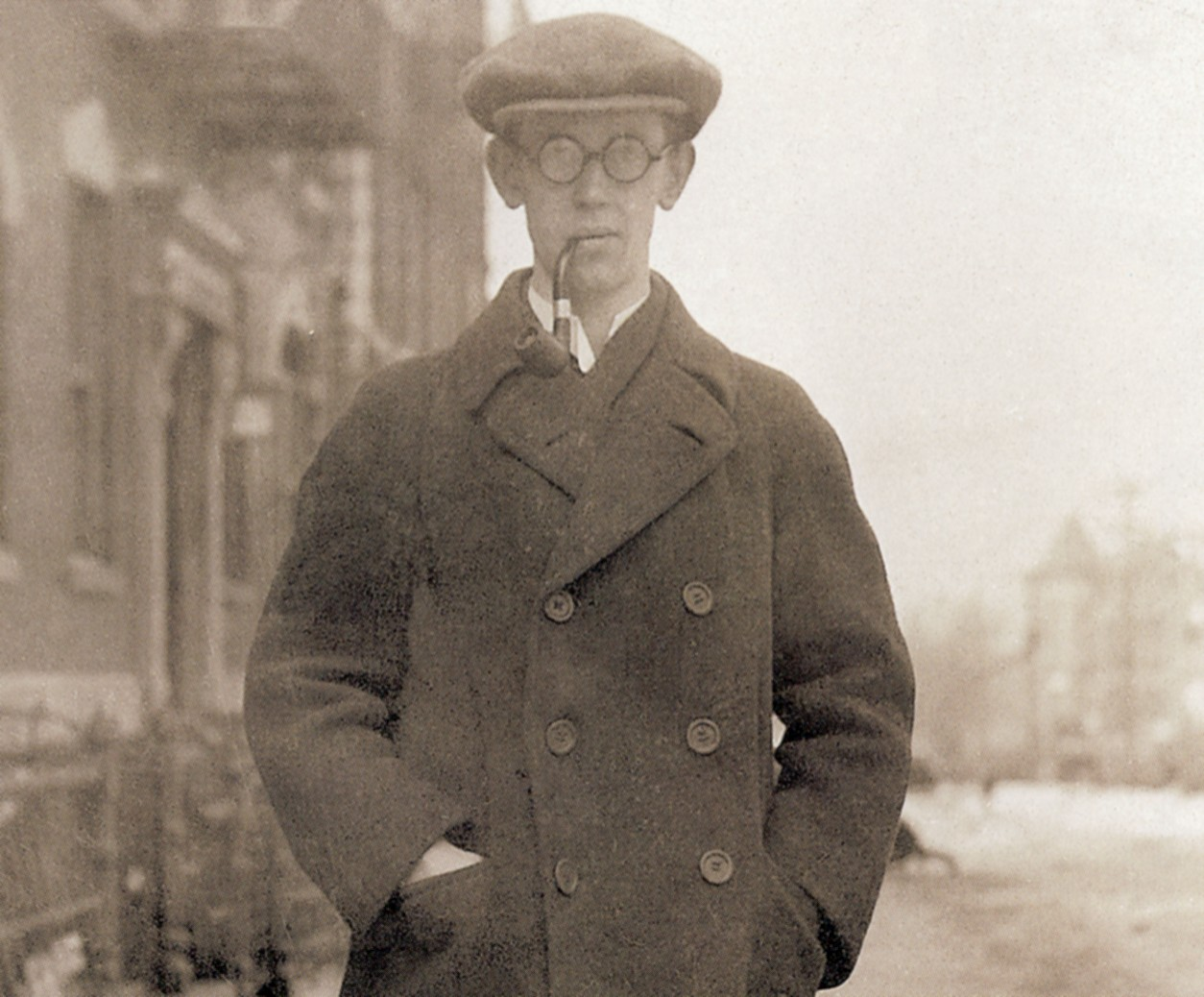
Peter Bang 1924

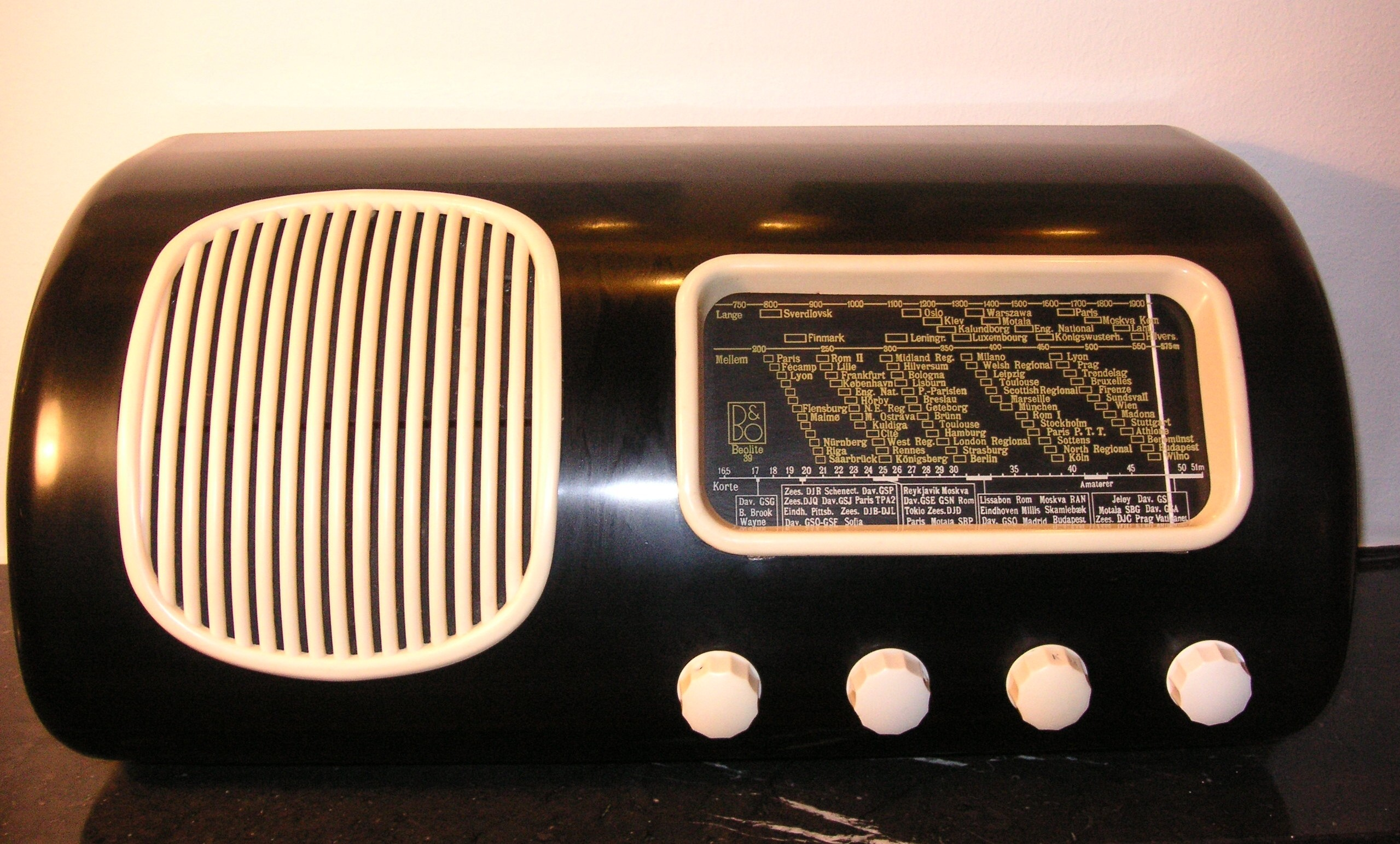
Beolit 39

Efter hemkomsten från USA försökte Peter Bang att starta en radioproduktion i Danmark, men han misslyckades. Samtidigt höll hans kurskamrat från ingenjörsskolan i Åhus, Svend Olufsen, också på med att konstruera radioapparater och han behövde en partner och ett “bollplank”. De båda ingenjörerna började strukturera sina projekt och den 17 november 1925 bildade de med hjälp av kapital från sina respektive fäder företaget “Bang & Olufsen”. Aktiekapitalet var på 10 000 danska kronor.
Företagets start var trög och till en början tillverkade man inga radioapparater utan batterieliminatorer till radioapparater, som kom under namnet Eliminator på marknaden. Eliminatorn lanserades 1926 som första kommersielle produkt och tillverkades fram till 1934. 
Tack vare Peter Bangs initiativ och teknisk, innovativt kunnande började Bang & Olufsen även producera högtalare och mikrofoner och från 1928 även radioapparater som inte matades med ström från batterier utan direkt från elnätet. 1938 kom Bang & Olufsens första bakelitradio, Beolit 39 på marknaden. Det var även Peter Bang som formgav Beolit 39. Höljet, inklusive det demonterbara bakstycket, bestod av mörkbrun bakelit och som kontrast satte han ramen till skalan, knapparna och högtalargrillen i benvit plast. Inspirationen till högtalargrillens getsaltning lär Bang ha fått från Bang's Buicks kylargrill.
När Svend Olufsen dog 1949 fortsatte Peter Bang som direktör för företaget fram till sin död 1957. Han söner fortsatte i faderns fotspår. Peter Bang är begravd på Grimsing kyrkogård utanför Struer.